# لئوناردو بونوچی
لئوناردو بونوچی (به ایتالیایی: Leonardo Bonucci) (متولد ۱ مه ۱۹۸۷) بازیکن پیشین فوتبال اهل ایتالیا است که در پست مدافع بازی می‌کرد.
وی در یوونتوس به شش قهرمانی متوالی در سری آ ایتالیا و ۳ سوپر جام ایتالیا و ۳ جام حذفی و ۲ نایب قهرمانی در لیگ قهرمانان اروپا دست یافته است.
یکی از ویژگی‌های بازی او، ارسال پاس‌های بلند و دقیق برای مهاجمان است. مثلث دفاعی بونوچی، بارتزالی و کیلینی، سال‌ها به عنوان یکی از بهترین خطوط دفاعی جهان در باشگاه یوونتوس درخشیدند ولی پس از بازنشستگی بارتزالی، باز هم زوج کیلینی و بونوچی تا سال‌ها دروازه تیم ملی ایتالیا و یوونتوس را ایمن نگه داشتند.

## دوران باشگاهی

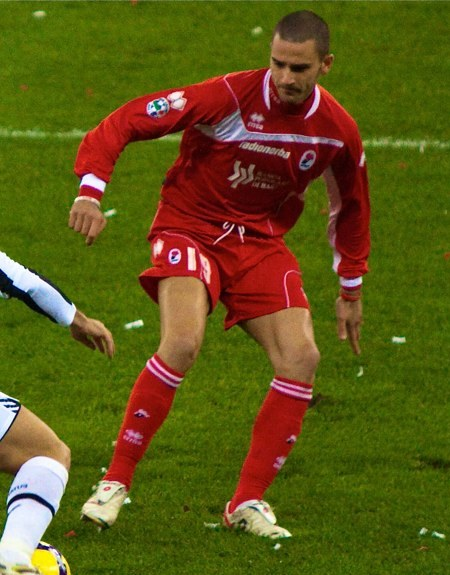
۲۰۰۹سری A ایتالیا بازی در برابر یوونتوس

### اینتر میلان
بونوچی فوتبالش را در تیم جوانان وسیتربسه آغاز کرد و در تابستان ۲۰۰۵ به صورت قرضی عازم اینتر شد و برای این تیم بازی هم کرد. وی اولین بازی اش در سری آ را با پیراهن اینتر و برابر کالیاری انجام داد. این تنها بازی او با پیراهن اینتر می‌باشد.

### باری
بونوچی در سال ۲۰۰۹ به جنوا پیوست و بلافاصله عازم کیوو شد. مالک جنوا و کیوو یک نفر بود و ایوان فاتیچ، که مالک مذکور است، تصمیم گرفت بونوچی برای تیم دیگرش بازی کند.
بونوچی خیلی زود دوباره تیم عوض کرد و عازم باری شد و موفق شد در ترکیب اصلی این تیم، جایی برای خود دست و پا کند.

### یوونتوس
در سال ۲۰۱۰، بونوچی با قراردادی ۴ ساله عازم یوونتوس شد. مبلغ قرارداد او، ۱۵٫۵ میلیون یورو بود. او همراه با این تیم و در کنار جورجو کیه‌لینی و آندره‌آ بارتزالی یکی از بهترین خطوط دفاعی دنیا را تشکیل دادند و ۶ بار قهرمان اسکودتو شدند. یوونتوس بعد از مدتی موفق شد در اروپا هم خودی نشان دهد و گورخرهای تورین به فینال لیگ قهرمانان اروپای ۲۰۱۵ رسیدند که بونوچی هم در آن بازی حضور داشت اما یووه، با نتیجه ۳–۱ مغلوب بارسلونا شد و از کسب قهرمانی، بازماند.
سال بعد، پسر بونوچی دچار بیماری شد و وی نتوانست در برخی از بازی‌های یوونتوس و تیم ملی ایتالیا شرکت کند. او مدتی بعد در بازی برابر جنوآ مصدوم شد و ۶۰ روز از میادین دور بود.
در سال ۲۰۱۷، بونوچی در ترکیب تیم سال ۲۰۱۶ یوفا قرار گرفت و به عنوان بازیکن سال سری آ نیز شناخته شد.
یووه، در فصل ۲۰۱۶–۱۷ هم به فینال لیگ قهرمانان اروپا رسید اما آن‌ها دوباره قهرمانی را از دست دادند؛ این بار برابر رئال مادرید و این بار با نتیجه ۴–۱.

### میلان
بونوچی در ژوئیه ۲۰۱۷ با قراردادی ۵ ساله و به ارزش ۴۲ میلیون یورو به باشگاه میلان پیوست.

### بازگشت به یوونتوس
در ۲ اوت ۲۰۱۸ به یوونتوس بازگشت و با قیمت ۳۵ میلیون یورو با ماتیا کالدارا از یوونتوس معاوضه شد. در ۲۹ سپتامبر ۲۰۱۸ بونوچی اولین گل خودش را در بازگشت به یوونتوس از آث میلان در برد ۳–۱ مقابل ناپولی زد.

## تیم ملی
بونوچی سابقهٔ شرکت در جام جهانی فوتبال ۲۰۱۰، جام ملت‌های اروپا ۲۰۱۲، جام کنفدراسیون‌ها ۲۰۱۳، جام جهانی فوتبال ۲۰۱۴، جام ملت‌های اروپا ۲۰۱۶ و مقدماتی جام جهانی فوتبال ۲۰۱۸ و جام ملت‌های اروپا ۲۰۲۰ و مقدماتی جام جهانی فوتبال ۲۰۲۲ را دارد. وی ۱۱۶ بازی ملی و ۸ گل ملی را در کارنامه دارد.
او همچنین تک گل تیم ملی ایتالیا در فینال جام ملت‌های اروپا (یورو ۲۰۲۰) که در نهایت ایتالیایی‌ها قهرمان این جام شدند را نیز به ثمر رساند.

### گل‌های ملی
| تعداد | تاریخ          | میزبان                             | رقیب     | زده | پایانی             | رقابت                         |
| ----- | -------------- | ---------------------------------- | -------- | --- | ------------------ | ----------------------------- |
| ۱     | ۳ ژوئن ۲۰۱۰    | ورزشگاه کینگ بودوئن، بروکسل        | مکزیک    | ۲-۱ | ۲–۱                | دوستانه                       |
| ۲     | ۳ سپتامبر ۲۰۱۰ | ورزشگاه آ. له کوک آرنا، تالین      | استونی   | ۱-۲ | ۱–۲                | مقدماتی جام ملت‌های اروپا ۲۰۱۲ |
| ۳     | ۹ سپتامبر ۲۰۱۴ | ورزشگاه اولوال، اسلو               | نروژ     | ۰-۲ | ۰–۲                | مقدماتی جام ملت‌های اروپا ۲۰۱۶ |
| ۴     | ۲ ژوئیه ۲۰۱۶   | ورزشگاه نیو بوردو، بوردو           | آلمان    | ۱-۱ | ۱–۱ (و.ا.) (۶–۵ پ) | جام ملت‌های اروپا ۲۰۱۶         |
| ۵     | ۲۸ مارس ۲۰۱۷   | ورزشگاه یوهان کرایف آرنا، آمستردام | هلند     | ۱-۲ | ۱–۲                | دوستانه                       |
| ۶     | ۱ ژوئن ۲۰۱۸    | ورزشگاه آلیانز ریویرا، نیس         | فرانسه   | ۲-۱ | ۳–۱                | دوستانه                       |
| ۷     | ۸ ژوئن ۲۰۱۹    | ورزشگاه المپیک آتن، آتن            | یونان    | ۰-۳ | ۰–۳                | مقدماتی جام ملت‌های اروپا ۲۰۲۰ |
| ۸     | ۱۱ ژوئیه ۲۰۲۱  | ورزشگاه ومبلی، لندن                | انگلستان | ۱-۱ | ۱–۱(و.ا.)(۲–۳ پ)   | جام ملت‌های اروپا ۲۰۲۰         |